# Gare de Luçon
La gare de Luçon est une gare ferroviaire française de la ligne de Nantes-Orléans à Saintes, située sur le territoire de la commune de Luçon, dans le département de la Vendée, en région Pays de la Loire.
C'est une gare de la Société nationale des chemins de fer français (SNCF), desservie par des trains Intercités et TER Pays de la Loire circulant notamment entre Nantes et La Rochelle.

## Situation ferroviaire
Établie à 13 m d'altitude, la gare de Luçon est située au point kilométrique (PK) 112,987 de la ligne de Nantes-Orléans à Saintes, entre les gares ouvertes de La Roche-sur-Yon et La Rochelle-Ville. Entre La Roche-sur-Yon et Luçon, cinq gares sont aujourd’hui fermées (Nesmy, Les Courtesolles, Champ-Saint-Père, La Bretonnière et Les Magnils-Reigniers) ; entre Luçon et La Rochelle-Ville, il y en a onze (Sainte-Gemme - Pétré, Nalliers, Le Langon - Mouzeuil, Velluire, Vix, L'Île-d'Elle, Marans, Andilly - Saint-Ouen, Mouillepied, Dompierre-sur-Mer et Rompsay).

## Histoire
Le chemin de fer dessert Luçon depuis 1871. En 1922, la double voie a été mise en service.
Un embranchement, partant de la gare, permettait d'arriver jusqu'au port. Cet embranchement n'existe plus : il est remplacé par des boulevards (chemin du Fief du Quart et boulevard de l'Océan).
En 2020, à l'occasion de la modernisation de la voie ferrée entre La Roche-sur-Yon et La Rochelle, la gare est équipée d'un passage souterrain accessible par des rampes. Après dix-neuf mois de fermeture, la section de ligne de La Roche-sur-Yon à La Rochelle a été rouverte aux trains commerciaux le 31 juillet 2021. Avec Marans, Luçon est l'un des deux points de croisement sur la section, désormais voie unique banalisée.

## Service des voyageurs

### Accueil
Gare de la SNCF, elle dispose d'un bâtiment voyageurs, avec guichets, ouvert tous les jours. Elle est équipée d'automates pour l'achat des titres de transport. C'est une gare « Accès Plus », disposant d'aménagement pour l'accessibilité des personnes à mobilité réduite.

### Desserte
Luçon est desservie par des trains Intercités, circulant entre Nantes et Bordeaux, ainsi que par un aller-retour TER Pays de la Loire en semaine, circulant entre Nantes et La Rochelle.

Desserte : Intercités et TER
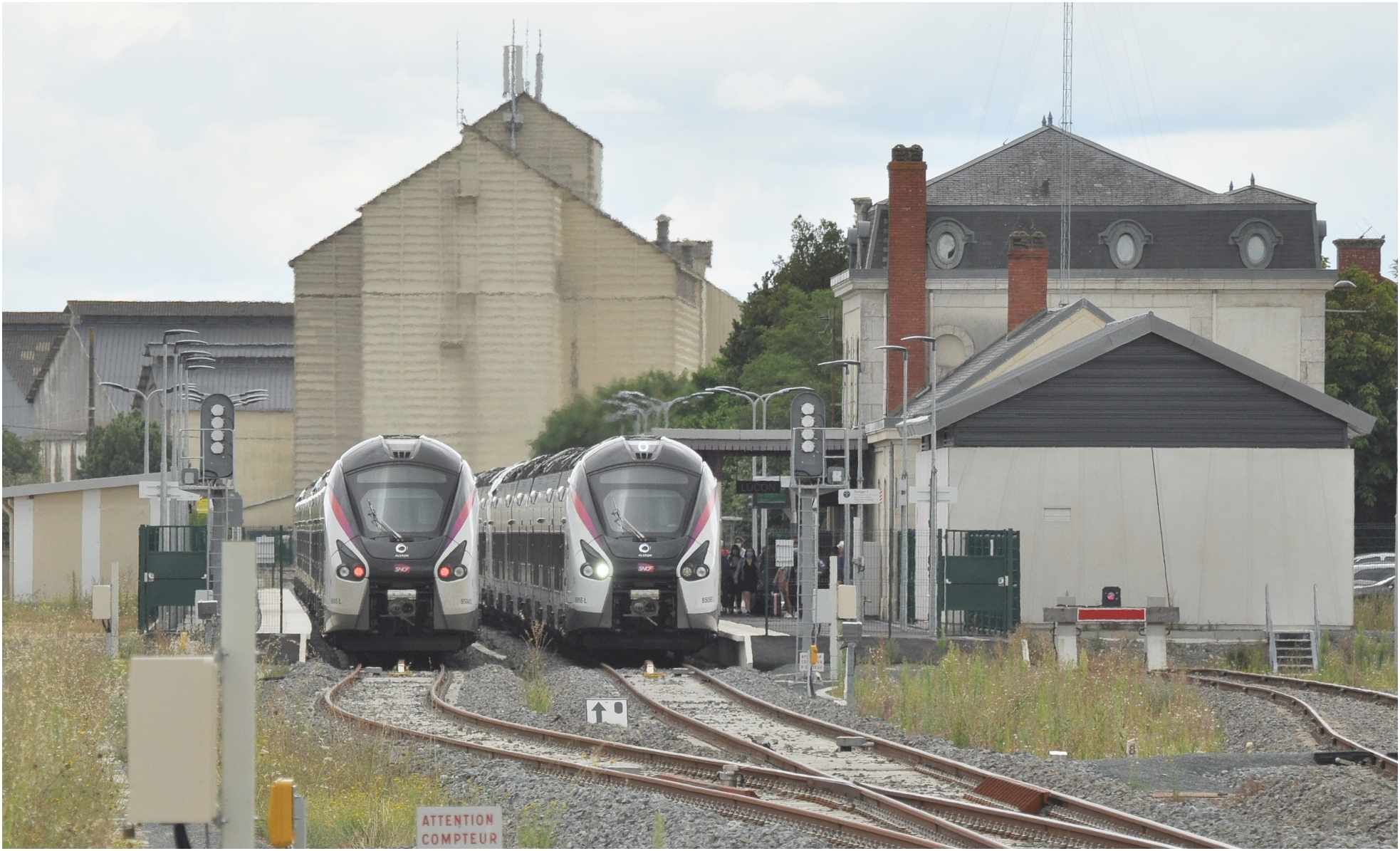
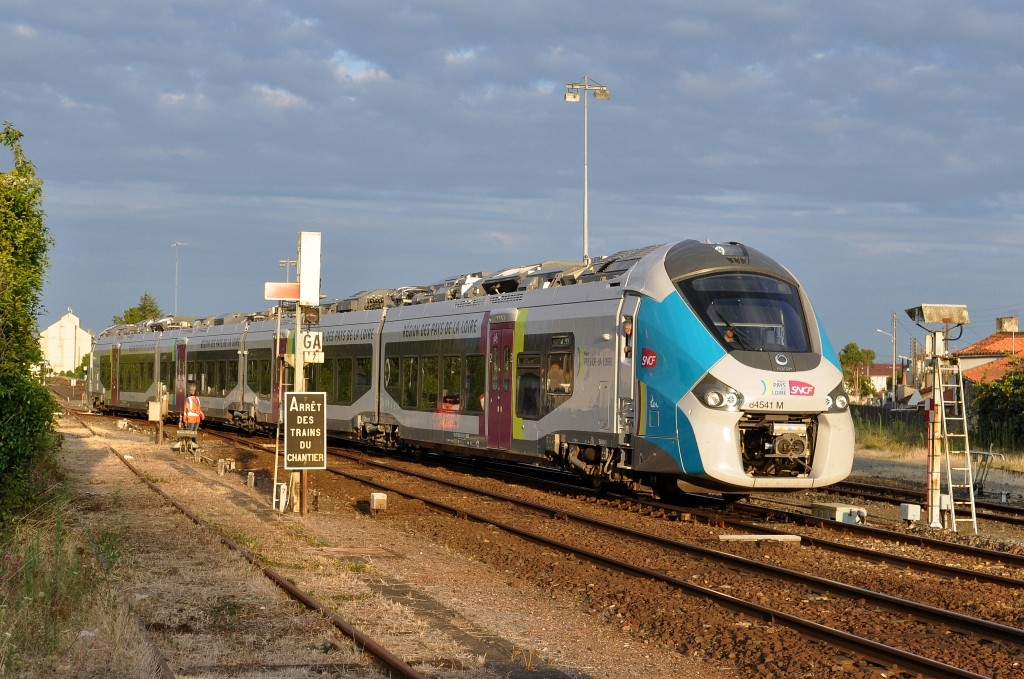

### Intermodalité
Un parking est aménagé à ses abords.
Par ailleurs, des autocars TER Pays de la Loire circulant entre la gare de La Roche-sur-Yon et Luçon ou le « PEMU » de Fontenay-le-Comte desservent cette gare.